# Idles (commune)
Pour le groupe de rock homonyme originaire de Bristol, voir Idles.
Idles, également orthographié Idèles, est une commune de la wilaya de Tamanrasset en Algérie.

## Géographie

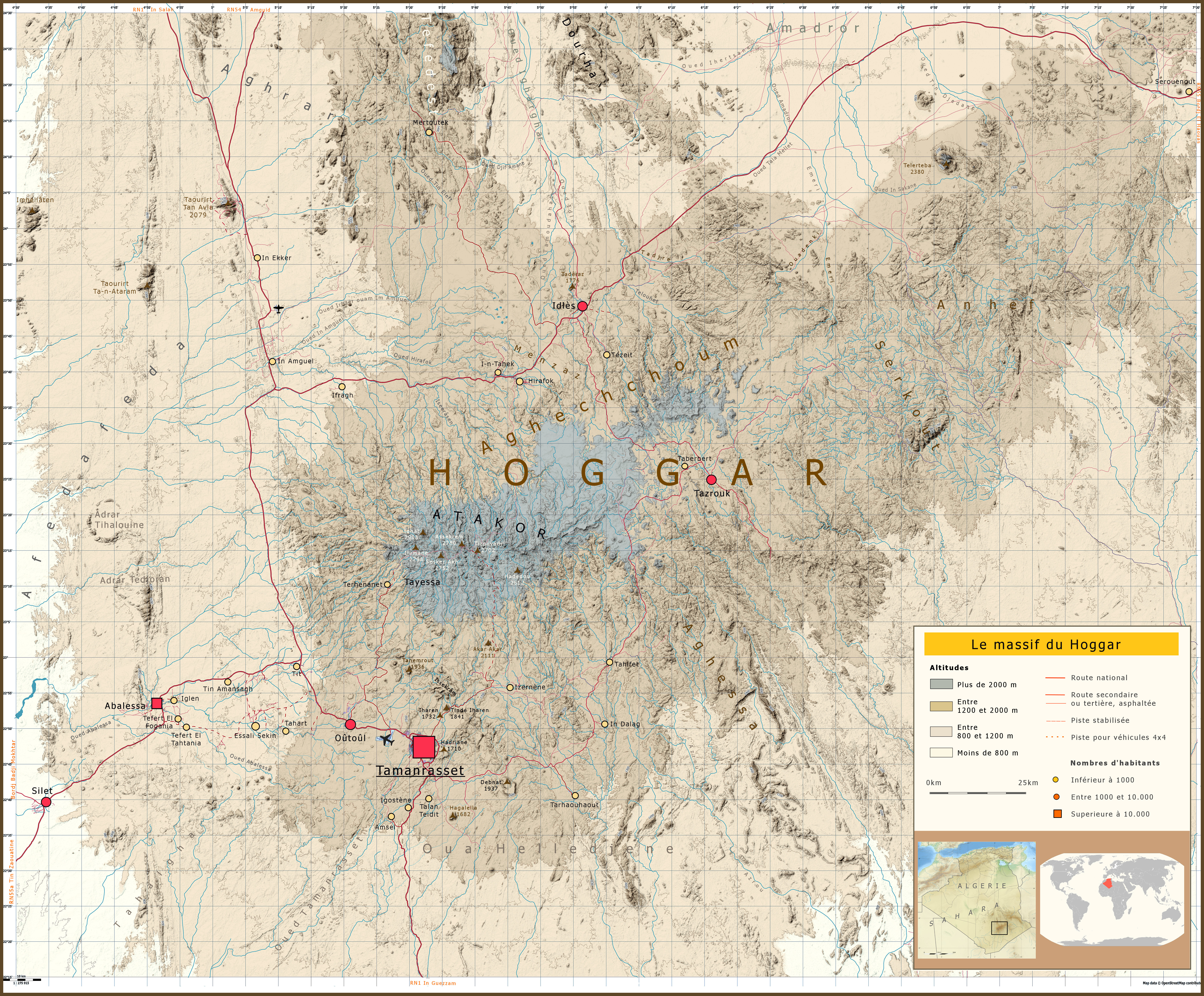
Idlès est situé à la limite nord du massif du Hoggar.